# Silas Andersen
Pour les articles homonymes, voir Andersen.
Silas Andersen, né le 13 juin 2004 au Danemark, est un footballeur danois qui évolue au poste de milieu défensif au BK Häcken.

## Biographie

### En club
Né au Danemark, Silas Andersen est formé par le FC Copenhague avant de terminer sa formation à l'Inter Milan, qu'il rejoint à l'âge de 17 ans lors de l'été 2021.
Le 1er septembre 2023 il signe en faveur du FC Utrecht.
Le 30 janvier 2025, il rejoint le BK Häcken. Il signe un contrat courant jusqu'en décembre 2028.
Il est titularisé lors de la finale de la Coupe de Suède le 29 mai 2025 où son équipe affronte le Malmö FF. Häcken s'impose après une séance de tirs au but et il remporte ainsi son premier trophée.

### En sélection
Avec les moins de 19 ans il joue sept matchs entre 2022 et 2023 et marque un seul but, le 18 novembre 2022 contre la Tchéquie. Son équipe s'impose par trois buts à deux ce jour-là.

## Palmarès
BK Häcken
- Coupe de Suède (1) :
  - Vainqueur : 2025